# Российское телеграфное агентство
Росси́йское телегра́фное аге́нтство (сокращённо РО́СТА) — центральное информационное телеграфное агентство Советской России и Советского Союза (с 7 сентября 1918 года по 9 июля 1925 года), а затем республиканское агентство РСФСР (с 10 июля 1925 года по март 1935 года).

## История
7 сентября 1918 года Президиум ВЦИК принял «Постановление о слиянии Петроградского телеграфного агентства (ПТА) и Бюро печати при ВЦИК». Новое агентство было названо Российским телеграфным агентством (РОСТА) при Всероссийском центральном исполнительном комитете. Техническую базу РОСТА составили структуры Петроградского телеграфного агентства (ПТА) и частных информационных агентств. Постановлением Совета народных комиссаров РСФСР всем средствам массовой информации вменялось в обязанность перепечатывать полученные по каналам РОСТА декреты советского правительства и последние новости.
12 декабря 1920 года агентство было подчинено Главполитпросвету.
После создания 10 июля 1925 года Телеграфного агентства Советского Союза (ТАСС) РОСТА функционировало в качестве информационного агентства РСФСР. В марте 1935 года по постановлению ВЦИК и СНК РСФСР РОСТА было ликвидировано, и его функции переданы ТАСС.

## Деятельность
Помимо распространения информации по телеграфным каналам РОСТА в 1918—1920 годах печатало собственные издания: газету «АгитРОСТА», журналы «Красная звезда» и «Красный журналист», которые выходили один-два раза в неделю, а также многотиражные стенные газеты.
Другим направлением деятельности РОСТА была наглядная агитация, которая в основном осуществлялась путём распространения сатирических плакатов, так называемых «Окон РОСТА». Их расклеивали на вокзалах, площадях, в витринах магазинов, в учреждениях и т. д., а также снабжали ими агитационные поезда и пароходы. Одним из авторов и стихов, и рисунков «Окон РОСТА» был В. В. Маяковский. Финансовым директором РОСТА в 1919—1925 годах был Лев Гринкруг. РОСТА размещалось в помещениях бывшего магазина Абрикосова в пассаже Солодовникова.

## Отделы РОСТА
- Литературно-агитационный,
- Иностранный,
- Телеграфный,
- Инструкторский,
- Иногородний,
- Художественно-фотографический,
- Отдел московской хроники.

Позднее было создано бюро газетных вырезок.